# Наркотики в России
Употребление Наркотиков в России является одной из самых серьёзных проблем общества, которая стала особенно заметна после распада СССР и экономического кризиса 1990-х. В 2001 году число таких наркозависимых оценивалось на уровне от 1,5 до 2,4 млн. Наиболее распространены были опиаты — по подсчётам ООН, их потребляло 2,1 % населения (около 1,3 млн). В 2010 году оценки числа наркозависимых в стране варьировались от 5 до 6 млн, Федеральная служба РФ по наркоконтролю называла масштаб проблемы «апокалиптическим». В 2021 году это число могло достигать 5—8 млн, но официально на учёте в медцентрах стояло только 600 тысяч человек. Наркозависимые избегают постановки на учёт и часто не обращаются в медицинские учреждения.
Росстат, МВД и Минздрав разделяют статистику о наркозависимости с данными о табакокурении и алкоголизме в стране, хотя формально алкоголь и никотин относят к наркотическим веществам. Так, от передозировки наркотиков официально в 2021 году скончалось 9,2—10 тысяч человек, алкоголем — ещё 50 тысяч. Официальная статистика также не учитывает умерших от заболеваний, вызванных потреблением наркотиков, поэтому реальное число жертв зависимости может быть гораздо больше.
В 2009 году ООН назвала Россию мировым лидером по потреблению опиатов — число опиоидных зависимых составляло ориентировочно 1,5—1,68 миллиона, героин употребляли до 90 % всех наркозависимых страны. С середины 2010-х наметился переход на синтетические и аптечные наркотики. Так, в 2014 году Федеральная служба по контролю за оборотом наркотиков отчитывалась 3,5 т изъятого героина против 6 т изъятых синтетических наркотиков. Они же доминировали в общем числе изъятых органами веществ в 2020-х годах.
Правовые основы борьбы с наркоманией в современной России были сформированы в 1990-х. С 1996 года хранение около одной сотой дозы (0, 005 грамма) стало уголовным преступлением. Это официально приравняло наркозависимых к сбытчикам и распространителям в глазах полицейских. После либерализации закона в 2004 году и декриминализации хранения небольшого количества наркотических веществ, в 2006 году реформы частично отменили. Например, хранение более 0,5 г героина является уголовным преступлением.

## История

### X—XIX века
Первые наркотики на Руси использовали жрецы славянских племён, предположительно, добывая их из более чем ста видов грибов, ягод и мхов. С распространением христианства, язычники стали подвергаться гонениям, а их рецепты были утеряны. Мак и коноплю, из которых обычно производят современные несинтетические наркотики, в этот период использовали в бытовых целях. Но уже тогда крестьяне варили снотворные отвары из маковых зёрен для детей, когда родители уходили на полевые работы.
Первые попытки законодательного контроля за наркопотреблением закреплены в Уставе князя Владимира Святославовича и Уставе Владимира Мономаха. В них было прописано, что «составители отрав» подлежат церковному суду наряду с грабителями и нарушителями семейного права. Тем, кто злоупотреблял психотропными веществами, грозила смертная казнь.
В 1581 году в Москве открылась первая аптека, где свободно можно было купить опиум из Европы и Индии. Кроме того, наркотик «шар» упоминается в записках исследователя Сибири Петра Буцинского. Соборное уложение 1649 года передало контроль за наркопотреблением в ведомство воевод Разбойного и Земского приказов, но точных наказаний в документе прописано не было. В период правления Александра I противодействием распространению наркотических веществ начинает заниматься Министерство внутренних дел.
Территориальное расползание империи и развитие путей сообщения способствовали распространению наркотиков по стране. Исследователи присоединённых в 1860-х годах территорий Средней Азии упоминали распространённость в регионе китайского опиума и анаши. Именно в этот период в записках врачей наркомания впервые упоминается как диагноз. Российские власти пробовали ограничить распространение наркотика, и после присоединения к России Туркестана было издано распоряжение о запрете курения гашиша.

### XX век — начало XXI века
Наркоторговля в стране развивалась, и к началу XX века контрабандный оборот опия и гашиша, предположительно, составлял сотни тонн в год. В 1915 году в Приамурье был издан первый в истории России закон «О мерах борьбы с опиумокурением». Однако региональные меры не дали значительных результатов, что отмечали исследователи: 
В некоторых селениях среди полей хлопчатника и у заборов попадаются группы конопли, и в первое время я воображал, что это конопля для пряжи. Позже выяснилось, что конопля сеется здесь для получения гашиша, и она заменяет здесь запрещённую русскими пограничниками культуру опийного мака.С. И. Вавилов
С началом Первой мировой войны ситуация с наркотиками в стране продолжала ухудшаться. После введения сухого закона кокаин и морфий стали более доступны, чем алкоголь. Несогласованные действия местных властей по созданию частных клиник для лечения больных наркоманией в крупных городах России были малоэффективны. Наркотики контрабандой поставляли в Петроград из оккупированных немцами городов — Пскова, Риги и Орши, а также из других стран — Финляндии, Польши, Японии. При этом официальная закупка немецких медицинских наркотиков для военных была приостановлена, операции часто проводили «на живую». Властям удалось восполнить запасы медицинских наркотиков только к началу Февральской революции 1917 года. Но хаос восстаний и Гражданской войны спровоцировал новую волну наркопотребления. Военные запасы, предназначенные для раненых, воровали и продавали на улицах. Наркомания окончательно перестала быть «столичной» и «элитарной болезнью», а наркотики — товаром для богатых. Кокаиновая зависимость была распространена среди революционных матросов, белых и красных офицеров, бывших дворян и церковнослужителей, секс-работниц и беспризорных детей. По опросам криминолога Михаила Гернета в исследовании 1924 года, кокаин потребляло 82 % опрошенных бездомных детей. В работе «О кокаинизме у детей» 1926 года упоминается, что более 70 % опрошенных беспризорных «достаточно долго употребляли кокаин». Также распространены были марихуана, опиум и морфий.
«Законченными кокаинистами были многие балтийские матросы — опора большевиков. Среди "нюхачей" нередко встречались и питерские рабочие-пролетарии, готовые на любое преступление за полосу "кошки" (жаргонное название кокаина), проститутки, мальчишки, которые торговали порошком у Николаевского вокзала... Революционные матросы ввели в обиход выражение "балтийский чай": раствор кокаина в этиловом спирте или другом крепком алкоголе. Такая смесь продлевает и усиливает эффект от приёма кокаина».
В 1919 году наказание за распространение наркотиков составляло 10 лет лишения свободы, в Уголовном кодексе 1924 и 1926 годов его смягчили до 3 лет. Употребление наркотиков преступлением не считалось и не преследовалось, оно рассматривалось как «болезненное непреодолимое влечение». В первое десятилетие советской власти кокаиновая зависимость проникла из столицы в губернские и уездные города. Запрет на производство водки способствовал распространению зависимости среди рабочего класса. По заключению М. Белоусова, около 10 % из них составляли «занюханые». Но другие наркологи предполагали, что наркотизм охватывал до 50-60 % населения и был связан с тяжёлыми социально-бытовыми условиями. Так, медики часто злоупотребляли морфием, к которому имели доступ. В 1924—1928 годы число пациентов наркологических диспансеров увеличилось почти в 8 раз. Наркотики поступали в основном из Китая, Персии, Эстонии и Латвии, после чего их сильно разбавляли, поэтому ежедневная доза многих кокаинистов того периода могла составлять 30-40 грамм в день.
Согласно декрету ВЦИК и СНК РСФСР от 1924 года «О мерах регулирования торговли наркотическими веществами», запрещалось свободное обращение опия, кокаина и их производных, а ввоз и производство наркотиков попали под контроль государства. Контрабанда наркотиков воспринималась как «самая отвратительная из всех видов спекуляций». Исследователи подчёркивают, что при этом к наркозависимым власти относились гуманно. Под ведомством Наркома здравоохранения действовали психоневрологические школы и санатории — на 1927 год существовало 11 таких заведений в Ленинграде, Воронеже, Казани, Саратове и других городах. Принудительное лечение в этот период считалось допустимым лишь для «социально опасных» потребителей наркотиков. В некоторых городах люди с зависимостью могли приобрести наркотики в аптеках. Например, в 1929 году Горздравотдел Свердловска приписал наркозависимых к одной аптеке, где наркотики им отпускались по рецептам наркопункта.
В первой половине XX века наркопотребление в стране сокращалось из-за распространения алкоголизма. Если в 1923 году на каждые 100 тысяч жителей Петрограда приходилось 1,7 случая смерти от алкоголя, то в 1926 — уже около 10, а в 1928 — 44. Социологи 1930—1950 годов отрицали саму возможность наркомании при социалистическом строе, наркотизм трактовался как «единичные случаи экспериментирования с наркотиками». Наркотики стали атрибутом криминального мира, представители которого потребляли основном анашу и гашиш из Средней Азии. Потребление кокаина резко сократилось благодаря установлению железного занавеса. Тем не менее до 1964 года в аптеках по рецепту выдавали морфин, а в некоторых городах Грузии милиционеры сами выписывали его наркозависимым.
Со второй половины XX века власти начали открыто относить наркоманию к болезням, которые представляют угрозу для общества. В 1974 году была введена уголовная ответственность за хранение и употребление наркотиков, тогда же внедрили принудительное лечение наркозависимых. Лечение предусматривало курс детоксикации с последующим амбулаторным наблюдением у нарколога в течение 5 лет. Стоящие на учёте у нарколога не имели права водить транспортные средства и занимать определённые должности. Право на конфиденциальность медицинской информации зависимые имели только, если они «критически относятся к своему состоянию, твёрдо привержены лечению и старательно выполняют все медицинские предписания». Продолжающие употреблять наркотики рассматривались как уголовные преступники, делопроизводство в таких случаях было упрощённым. Отказавшихся от лечения могли отправить в специальные трудовые лагеря для наркоманов и алкоголиков — лечебно-трудовые профилактории (ЛТП). Более двух миллионов человек, подавляющее большинство из которых были алкоголиками, прошли через ЛТП в 1970-х и 1980-х годах.
Очередной всплеск наркомании в стране пришёлся на 1980-е годы, когда после ввода советских войск в Афганистан доступными стали наркотики азиатского происхождения. Также поставщики наркотиков пользовались присутствием российской 201-й мотострелковой дивизии в Таджикистане на ключевых маршрутах контрабанды, что позволяло им обходить таможенный контроль. В результате к 1985—1986 годам только официальная численность наркозависимых выросла с 35 до 46 тысяч. В 1987 году в ходе антиалкогольной кампании власти объявили употребление запрещённых наркотиков уголовным преступлением. В последующие два года в места лишения свободы попадали в большинстве случаев не распространители наркотических средств, а их потребители.
В период распада СССР и перехода страны к рыночной экономике ситуация с наркотиками резко ухудшилась. За 1985—1995 годы официальное число наркозависимых выросло с 35 до 67 тысяч. Руководитель Главного управления уголовного розыска МВД СССР оценивал их реальное число на уровне 1,5 миллиона человек в 1990-м. В том же году Комитет конституционного надзора СССР фактически приравнял употребление наркотиков к правам человека, так как он «ни перед кем не обязан отвечать за своё здоровье». Одновременно были закрыты лечебно-трудовые профилактории, где принудительно лечили и реабилитировали страдающих алкоголизмом и наркоманией. Такие заведения были названы неконституционными, так как «больные алкогольной или наркотической зависимостью, не совершившие правонарушений, должны содержаться на добровольной основе в медицинских, а не пенитенциарных учреждениях».
Предположительно, более половины наркотиков, находившихся в незаконном обороте в России в 1990-х годах, производились за её пределами. Для контроля за незаконным оборотом наркотиков в 1991 году в структуре криминальной милиции МВД было создано бюро по контролю за незаконным оборотом наркотиков, которое 10 февраля 1992 преобразовали в Управление по незаконному обороту наркотиков МВД России. Через год в России был принят закон, закрепивший принципы в области здравоохранения. Документ гарантировал конфиденциальность медицинской информации для всех пациентов, устанавливал принцип добровольного лечения на основе информированного согласия и запрещал все формы дискриминации по признаку состояния здоровья. Тем не менее новая концепция политики по борьбе с незаконным употреблением наркотиков, принятая в тот же период, носила рекомендательный характер и на практике не применялась.
Хотя за 1996-1997 годы объёмы конфискаций выросли с ориентировочно 2 % до 56 % ввозимого героина, его потребление росло активнее. Наркотики становились все более и более доступными для молодёжи, на рынке начали появляться новые вещества. К употреблению наркотиков и других психоактивных веществ в той или иной мере приобщалось от 15 % до 30 % подростков допризывного возраста. По опросам в вузах Екатеринбурга, почти половина студентов имели тот или иной опыт употребления наркотиков. В этот период правительство ужесточило наказание за хранение наркотиков — с 1996 года хранение около одной сотой дозы (0, 005 грамма) стало уголовным преступлением. Это официально приравняло наркозависимых к сбытчикам и распространителям в глазах правоохранителей. Только в первый год после изменений в России было вынесено 100 тысяч приговоров по делам, связанным с наркотиками, а число заключённых за хранение наркотиков увеличилось в пять раз в период с 1997 по 2000 год. Мужчины составляли абсолютное большинство осуждённых (88,3 %), доля подростков и молодёжи (14-29 лет) превышала 70 %. Милиция занималась не столько распространителями, сколько потребителями, вынуждая их действовать вне юридического поля и отсекая их от услуг здравоохранения.
Согласно данным федерального статистического наблюдения, в 2000 году количество больных алкоголизмом и наркоманией достигло почти 3,4 млн человек (2,3 % населения). По другим подсчётам, в 2001 году число больных только наркоманией в России составляло от 1,5 до 2,4 млн. ООН оценивала общее число потребителей опиатов на уровне 2,1 % населения страны; конопли — 3,9 %; амфетаминов, кокаина и экстази — по 0,1 %. Среди молодёжи 11-24 лет регулярно потребляло наркотические средства 13,9 %.
Лидерами по потреблению наркотиков в 2002 году были Ханты-Мансийский автономный округ (120 зарегистрированных зависимых на каждые 100 тысяч жителей), Приморский край (90,0 — 119,9), Алтайский край (60,0 — 89,9), Томская область (30,0 — 59,9), Чувашская республика (менее 29,9).

### Современность

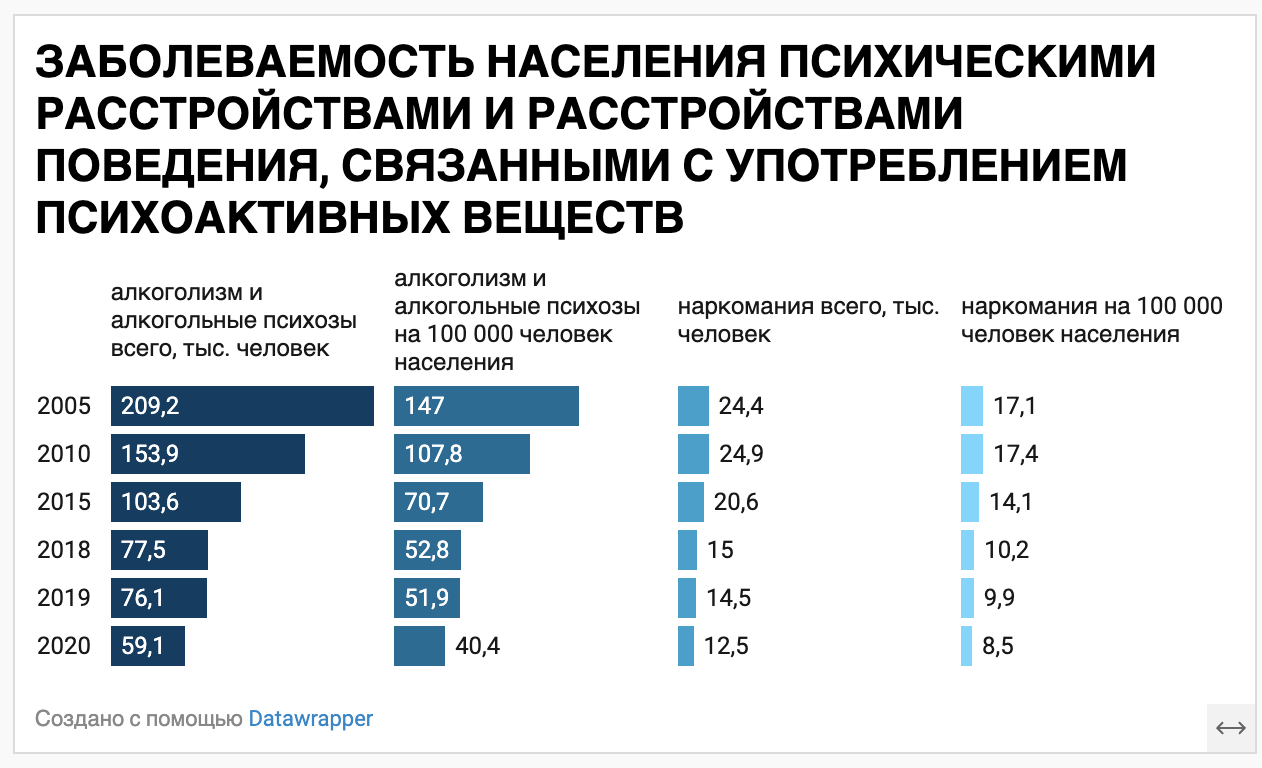
Заболеваемость психическими и поведенческими расстройствами, связанными с употреблением психоактивных веществ, по данным Росстатистики 2021 год

В 2010 году ФСКН оценивала общее количество наркозависимых в стране в 5 млн, называя масштаб проблемы «апокалиптическим». По оценкам ООН, их число могло достигать 6 млн. Хотя Министерство внутренних дел сообщало только о 632 тысячах наркопотребителей. Такая разница связана с тем, что министерство учитывает исключительно людей, находящихся на учёте в медицинских центрах как «пациентов с психическими расстройствами, связанными с потреблением наркотиков». К 2014 году Правительство РФ в своих документах оценивало число наркопотребителей уже на уровне 6 % или 8,5 млн человек. При этом число людей когда-либо употреблявших наркотики составляло порядка 13 % граждан (18 млн человек). Наибольшее число наркопотребителей на тот момент фиксировали в Краснодарском крае, Татарстане, Пермском крае, Волгоградской и Свердловской областях. К 2016 году годовой оборот наркотиков в стране достиг объёма, сопоставимого с бюджетом Министерства обороны.
Со второй половины 2010-х на наркорынке России росла популярность новых психоактивных веществ, прежде всего синтетических каннабиноидов, входящих в состав растительных курительных смесей. Если в первой половине десятилетия 90 % наркозависимых в России употребляли героин, то в последующие годы ряд фактов указывал на смещение потребления в сторону синтетических наркотиков. Число россиян с зависимостью от новых потенциально опасных психоактивных веществ за период с 2010 по 2019 год увеличилось более чем в 2,5 раза, с зависимостью от лекарственных препаратов с психоактивным действием — более чем в 3 раза. К 2017-му каждый десятый опрошенный наркопотребитель называл новые наркотики в качестве стартового вещества. Число начавших лечение от этого класса наркотиков превысило количество пациентов, пытающихся избавиться от героиновой зависимости.
В 2021 году только 600 тысяч человек были официально зарегистрированы как наркозависимые в России. При этом Комиссия по наркополитике в странах Восточной и Центральной Европы и Центральной Азии (ВЕЦА) оценивала их число в минимум 1,8 млн, что делало Россию лидером в регионе. Эксперты «Трезвой России» считали, что число потребителей наркотиков в действительности превышает 5 млн или 3 % населения страны. По данным разных соцопросов, это число могло достигать 7,5—8 млн. Предположительно, на каждого зарегистрированного приходится минимум 10 незарегистрированных потребителей наркотиков в стране.
В 2020-х годах исследователи характеризовали стадию наркопотребления как скрытую, из-за интереса к различного рода психостимуляторам, позволяющим оставаться потребителям работоспособными хотя бы частично. Зачастую такие зависимые не обращаются в медицинские или социальные организации за помощью, а некоторым даже удаётся контролировать зависимость. В результате реальные масштабы наркопотребления в России определить сложно, но, предположительно, наркорынок в стране продолжает расти. На это косвенно указывает рост конфискаций и смертности от синтетических препаратов.
В ноябре 2023 г. в России произошло крупнейшее за 20 лет отравление наркотиками: до 25 человек попали в больницы Астрахани из-за отравления метадоном.

## Нелегальные наркотики

### Опиаты
В конце 2000-х опиаты были одними из наиболее популярных в стране наркотиков. По официальным данным, из более полумиллиона зарегистрированных в 2008 году наркозависимых их потребляли 300 тысяч. Причиной была низкая цена — стоимость 1 грамма героина в Москве тогда составляла всего 40 $, для сравнения грамм кокаина стоил 150 $. Вскоре страна стала конечным рынком, а не транзитной зоной для значительной доли афганского героина.
В 2009 году ООН назвал Россию мировым лидером по потреблению опиатов — в стране их употребляло около 1,5—1,68 миллиона человек, тогда как всего в мире — 11,3 миллиона. Особенно популярен был героин, его употребляли 90 % всех наркозависимых в стране. На Россию приходилась пятая часть поставок афганского героина (75—80 тонн) и 5 % всех опиумосодержащих наркотиков. Правоохранители перехватывали только малую долю — около 4 % ввозимого из Афганистана героина. Это делало Россию самым большим национальным героиновым рынком в мире. Соответственно, смертность от наркотиков оставалась высокой — ежегодно от героина умирало 30—40 тысяч россиян, что больше чем количество погибших советских солдат за всю военную кампанию в Афганистане.
К 2016 году реальное число наркозависимых в стране оценивалось в 8,5 млн, но данные о потребляющих героин разнились. По одним данным, хотя бы изредка его использовали около 90 % от общего числа потребителей, по другим — 77 % от именно инъекционных наркозависимых, долю которых Международный комитет по контролю над наркотиками оценивал на уровне 2,29 % населения в возрасте 15-64 лет. Россия являлась мировым лидером по потреблению героина на душу населения.
Хотя к 2020 году потребители опиоидов всё ещё доминировали в общем числе людей, проходящих лечение от зависимости — 120 тысяч против более 103 тысяч от других наркотиков, — среди начинающих лечение их число заметно снизилось. Так, в 2010-м около 17 человек на каждые 100 тысяч жителей начали лечение от наркотической зависимости, из них подавляющее большинство — от опиоидной (14 человек на 100 тысяч жителей). Через десять лет только каждые 8 человек на 100 тысяч жителей проходили лечение впервые, из них только 2 от опиоидной зависимости, остальные — от кокаиновой, психостимуляторов и других видов. Именно на новые виды наркотиков в этот период приходилось больше всего отзывов в даркнете, а метадон и героин потребляли в основном наркозависимые с большим стажем.
Тем не менее, проблема инъекционных наркотиков оставалась острой — по оценкам 2022 года их всё ещё употребляло более 2 % населения страны.

### Синтетические наркотики

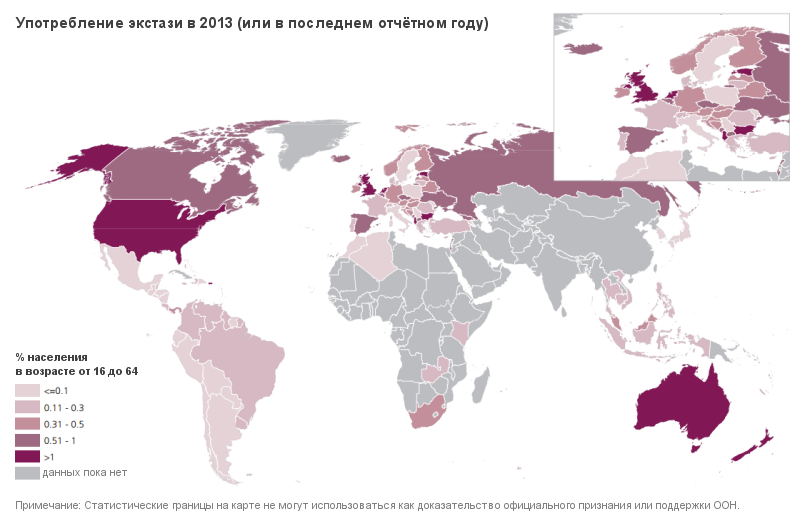
Карта, показывающая употребление экстази населением в возрасте 15-64 лет, 2015 год

В течение 2010-х годов набирали популярность психоактивные синтетические препараты. За 2012—2020 годы их изъятие из незаконного оборота выросло с 1,2 т до 8,6 т. Только за 11 месяцев 2014 года объём конфискованных синтетических наркотиков был в 160 раз больше, чем в предыдущее десятилетие. По итогам года ФСКН отчитывалась о 6 тоннах изъятых синтетических наркотиков против 3,5 т героина. В 2017-м Россия стала лидером в Европе по количеству изъятого метамфетамина — 1,1 т; в 2019-м — вошла в четвёрку лидеров по производству фенобарбитала — предположительно, 25 т. Наибольшее распространение синтетические препараты получили в Москве, Санкт-Петербурге, Новосибирске, Казани, а также регионах Дальневосточного федерального округа из-за близости к главным импортёрам — Китаю и странам Юго-Восточной Азии.
Синтетические наркотики просты в изготовлении, даже в компактных лабораториях наркопроизводители могут выйти на промышленный масштаб и экспериментировать с новыми видами товара. Например, одним из основных синтетических препаратов является мефедрон, состав которого постоянно меняется. Соответственно, трудно предсказать действие наркотика и лечить зависимость. Наркоконтроль не успевает реагировать на обновление рынка, и тогда психоактивные вещества могут оставаться законными, пока их не внесут в перечень запрещённых препаратов. Так называемые «дизайнерские наркотики» появляются на рынке каждую неделю, их выдают за соли для ванн, удобрения, лекарства, средства для борьбы с тараканами. За полгода свободного оборота нового психостимулятора на него подсаживается не менее 35 тысяч человек.
Данные по изъятию наркотических средств свидетельствуют о большом разнообразии и динамике на наркорынке России. Так, в 2011 году правоохранители конфисковали рекордные 2 т амфетамина, тогда как в течение последующих четырёх лет объём конфискованного сократился до 0,3 т. Напротив, изъятие синтетических каннабиноидов (спайса) выросло с 0,3 т до 1,5 т, синтетических катинонов (мефедрона) — с 0,007 до 3,1 т. Также сообщалось об изъятии в 2014 году ещё 0,4 т аминоиндана. За эти годы внутри страны было ликвидировано более 160 лабораторий синтетических наркотиков. Интерес к синтетике фиксировали и в комментариях на крупной площадке по продаже наркотиков «Гидра» (закрыта в 2022-м). Только за 2018—2019 годы количество отзывов на такие наркотики выросло в несколько раз — на мефедрон на 730 %, альфа-ПВП — на 1150 %, на гашиш — на 722 %.
Из 30 тонн наркотиков, изъятых МВД в 2020 году, синтетические составляли почти 9 тонн. Через два года они доминировали в общем числе изъятых органами веществ — 18,5 из 35,6 т приходилось на разные виды веществ в этой группе. Россия вышла на третье место в мире по изъятиям синтетических наркотиков, уступая только Египту и Турции. При этом большинство изъятых синтетических препаратов производили в России, так как на фоне международной обстановки поставки наркотиков из-за рубежа снижались. Их популярность объясняется простотой изготовления, например, при ликвидации только одной подмосковной лаборатории в 2021 году было изъято 165 кг готового мефедрона и 2 т сырья для него.

### «Аптечная наркомания»
В России «аптечные наркотики» стали широко распространены с 1990 года, когда зависимые для получения наркотического желаемого эффекта начали практиковать приём  лекарственных средств с наркотическими веществами в составе (например, кодеином) с алкоголем и другими наркотиками. Наркологи считают, что в последующие два десятилетия число зависимых от героина сократилось именно за счёт роста потребителей кодеиносодержащих препаратов, сходных по своему эффекту на опиаты. Токсичность медикаментозных наркотиков в 15 раз выше — если средняя продолжительность жизни потребителя героина составляет 5—7 лет, то потребителя «аптечных наркотиков» — 1-2 года. При попытке бросить начинается сильная ломка, осложняющая лечение, и добиться ремиссии у таких больных практически невозможно.
В начале 2020-х особенно остро проблема с нарушениями в аптеках стояла в Ростовской области, Москве, Московской и Тюменской областях, Ханты-Мансийском автономном округе, Башкортостане, Ставрополье и Тамбовской области. Отпускающие лекарства без рецепта аптеки могут понести наказание в виде штрафа от 50 до 400 тысяч рублей. При этом их прибыль может достигать нескольких миллионов рублей ежедневно, а контрольные закупки Росздравнадзор проводит редко (например, в 2020 году их провели всего 122, из них только 7 в связи с реализацией психоактивных веществ). В 2022 году правоохранительные органы расследовали 6 преступлений, связанных с нарушением правил оборота наркотических средств.

### Кокаин
В начале 1990-х основная доля поступающего в Россию кокаина переправлялась в европейские страны, употреблять его могли себе позволить только представители элиты или преступного мира. К 2006 году изъятие кокаина внутри страны увеличились в 6 раз. Кокаин по прежнему был значительно дороже своих конкурентов — если в 2009-м ООН оценивала цену одного грамма героина на российских улицах в 96 $, то кокаина — в 218 $. Для сравнения, в США и Великобритании цена 1 грамма «крэка» составляла 125—130 $. Соответственно, на российском рынке сложилась определённая целевая аудитория для кокаина — в основном его потребляют перед выходными обеспеченные люди в Санкт-Петербурге или Москве. В регионах он встречается значительно реже.

### Каннабисная группа

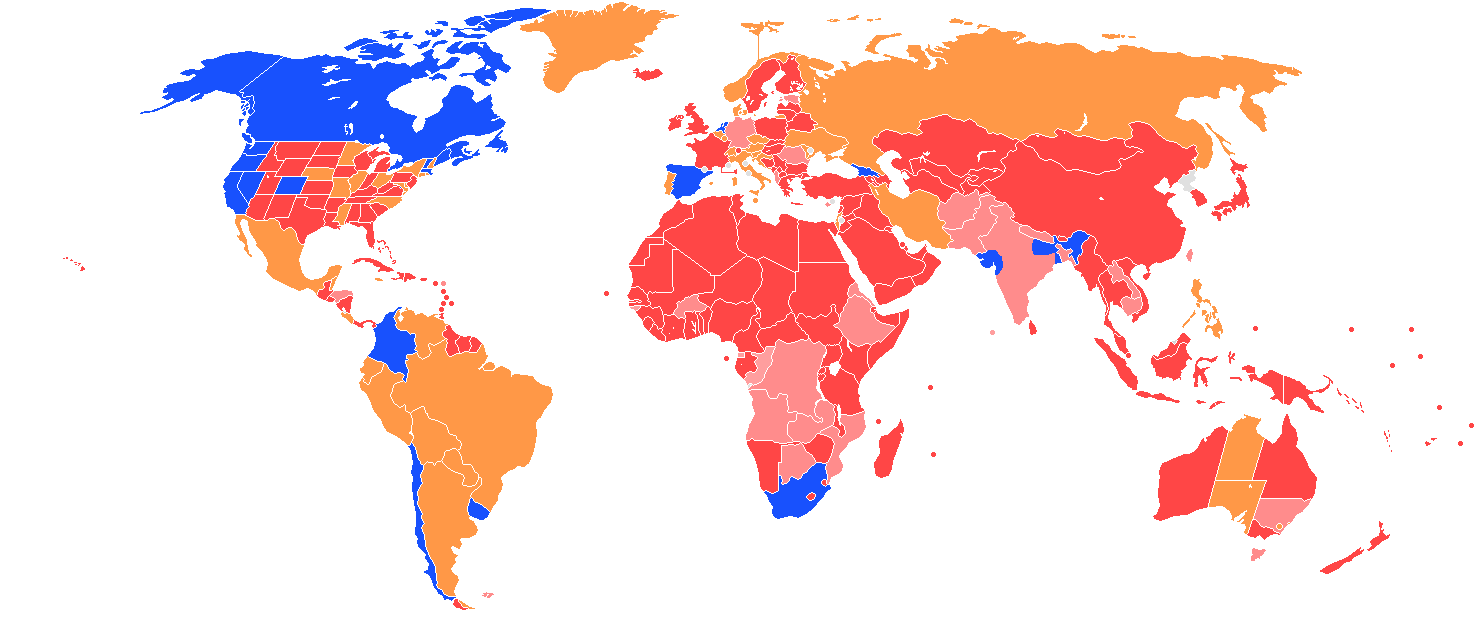
Мировые законы о хранении небольших количеств каннабиса
Законно или по существу законно
Незаконно, но декриминализовано
Незаконно, но часто не применяется
Незаконно
Нет информации

Каннабис — самый распространённый наркотик в мире. За 2010 год хотя бы однократно его курили 130—190 млн человек в возрасте от 15 до 64 лет. В России марихуану потребляло ориентировочно 3,5 % населения, что было меньше среднемирового показателя 8,3 % или 14 % в Соединённых Штатах.
Хотя в 2012—2020 годах объём изъятых наркотиков каннабисной группы сократился почти в три раза (с 28,8 т до 10,6 т), но эти наркотики по-прежнему доминировали по объёмам изъятия. Это связано с благоприятными климатическими условиями для выращивания конопли на территории Поволжья, Центрального Черноземья, Северного Кавказа и даже на Дальнем Востоке или в южной Сибири. Так, только в 2021-м в Карачаево-Черкесской Республике было уничтожено 51 га дикорастущей конопли, во всём Северо-Кавказском ФО такие территории могут достигать 550 га.
В 2020 году Владимир Путин признал легализацию каннабиса в мире угрозой нацбезопасности России, с которой нужно бороться, в частности, «духовными скрепами». Несмотря на это, наркотик оставался популярен. В 2022-м МВД изъяло около 14 тонн гашиша и марихуаны, что делало их вторыми по объёмам конфискаций после синтетических. По оценкам издания «Вёрстка», каждый десятый российский военный в зоне боевых действий на Украине потреблял марихуану или синтетические наркотики. При судебных разбирательствах употребляющих наркотики солдат часто отправляют в штурмовой отряд «Шторм-Z», что фактически означает смертный приговор.

## Легализованные наркотические вещества
Алкоголь относится к группе психоактивных веществ и  фактически является легальным наркотиком, потребление которого распространено и, в небольших количествах, одобряется обществом.  При этом исследователи признают алкоголь наиболее социально опасным наркотиком. Также легализован никотин, являющийся стимулятором, от которого ежегодно умирает 329 тысяч россиян.

### Алкоголь

Смертность от расстройств, связанных с употреблением алкоголя, 2017 год

Сумма потенциальных лет жизни, утраченных из-за преждевременной смерти и нетрудоспособности из-за алкоголизма в пересчёте на 1 млн жителей, 2012 год
нет данных
<50
50-170
170-290
290-410
410-530
530-650
650-770
770-890
890-1010
1010-1130
1130–1250
>1250

К 2006 году на каждого жителя страны, включая детей, приходилось 13,5 литра чистого этилового спирта. По официальной статистике, 27 тысяч россиян ежегодно умирали от алкогольного отравления, но в реальности цифра могла быть значительно выше. Высокий показатель смертности был связан с популярностью суррогатов алкоголя — в 2016-м их пил каждый десятый россиянин. Примерно 150 человек ежедневно травилось некачественным алкоголем, 38 из них умирали.
По оценкам Всемирной организации здравоохранения,  в 2018 году для 11,8 % взрослого населения России было характерно «пагубное употребление алкоголя». Госорганы тем временем заявляли только о 1,3 млн алкоголиков в стране (0,88 % населения), связывая «успех» с комплексными антиалкогольными мерами. Разнились и данные об алкогольной смертности — оценки Росстата в 2017 году достигли 58 тысяч (из них 14 тыс. из-за отравления суррогатами). Тогда как ВОЗ заявляла, что в действительности около 22 % процентов смертей в России в 2016-м были связаны с алкоголем, и по алкогольной смертности страна уступала только Молдавии, Литве и Белоруссии.
Разница в подсчётах связана с разной системой оценок. Росстат учитывает только тех скончавшихся, в документах которых как причина смерти указано злоупотребление алкоголем. Даже с учётом этого, на алкогольную кардиомиопатию, отравления алкоголем, связанные с употреблением алкоголя гепатиты и цирроз печени, приходятся 4—5 % всех смертей мужчин старше 20 лет и около 1,5 % смертей женщин той же возрастной группы. Но помимо этого алкоголь является установленной причиной злокачественных новообразований в ротовой полости, гортани, носоглотке, пищеводе, ободочной и прямой кишке, печени, грудных железах. Также алкоголь связан с гипертонией, ишемической болезнью сердца и инфарктом миокарда, депрессией и эпилепсией. Так, в 2018 году рак кишечника и прямой кишки был в тройке самых распространённых в России онкологических заболеваний, cердечно-сосудистые заболевания остаются основной причиной смерти россиян. Предположительно, порядка 70 % смертей от цирроза печени, 60 % смертей от кардиомиопатии, почти половина смертей от панкреатита связаны с потреблением алкоголя.
Хотя официально потребление сокращалось — в 2019-м на каждого человека в стране приходилось уже 11,1 литра чистого спирта,  Россия занимала седьмое место среди самых «пьющих стран» в рейтинге Организации экономического развития и сотрудничества. Лидерами по числу новых случаев алкоголизма являлись Чукотский и Ненецкий автономные округа, Пензенская, Сахалинская и Магаданская области. Женщины потребляли примерно 30 % всей водки в стране. Пристрастие к алкоголю среди несовершеннолетних тоже было велико — его потреблял  примерно каждый пятый подросток в возрасте 12—17 лет.
Алкогольная смертность в России оставалась одной из самых высоких в мире — только по официальным данным в 2020 году от причин, связанных с алкоголем, скончались 50,4 тысячи человек. По данным Росстата, лидером за этот период Чукотский автономный округ, где каждый девятый человек официально умер из-за алкоголя. Кроме того, в 2021 году причиной детской смертности почти в 30 % случаев стали внешние факторы, «когда родители не оказывали должного внимания своим детям по причине употребления алкоголя».
К 2021 году потребление алкоголя в России снизилось до 9 литров этанола на душу населения. Официальное число людей с алкогольной зависимостью составляло 1,2 млн, но,  по мнению главного нарколога Минздрава Евгения Брюна, реальное число могло составлять 2 % от населения — примерно 3 миллиона человек. По словам Брюна, до 30 % из них злоупотребляют «тихо», выпивая до 50 мл крепкого алкоголя ежедневно, и никогда не попадут в статистику Минздрава.
Несмотря на заявленный спад потребления, в 2022 году продажи алкоголя достигли своего пика — 2,2 миллиарда литров крепкого алкоголя и пивных напитков было продано в стране по данным Росалкогольрегулирования. Спиртные напитки стали почти единственным товаром повседневного спроса, показавшим рост продаж после начала российского вторжения на Украину. По данным NielsenIQ, хотя цены на импортный алкоголь с начала года выросли на 10-20 % из-за ухода ряда иностранных производителей, продажи алкоголя в штучном выражении всё равно выросли на 4,2 % за год, тогда как у продуктов питания прирост составил 1,2 %, а продажи одежды и обуви сократились на 25-30 %.
Никотин
Табак является распространённым в России легальным наркотиком — на 2023 год курили 37,4 % мужчин и 10,3 % женщин. Официально курят больше всего в Республике Алтай (52,4 %), Сахалинской области (52 %) и Чукотском автономном округе (49,8 %). По опросам 2022 года, более 66,7 % всех жителей России курили на тот момент или делали это ранее. Более 20 % всех курящих россиян попробовали первую сигарету в 14—15 лет. По данным «Трезвой России», среди подростков 14—18 лет курят более 40 % юношей и около 7 % девушек.
Большинство курильщиков не могут самостоятельно отказаться от вредной привычки из-за никотиновой зависимости, включающей физический, психологический и социальный аспекты. Курение является одним из лидирующих факторов смертности россиян — к 2020 году страна входила в пятёрку стран-лидеров по количеству смертей, связанных употреблением табака. Ежегодно от проблем со здоровьем, вызванных курением, умирает порядка 300—400 тыс. человек (20 % от общего числа умерших). Высокая зависимость населения от табака приводит к повышенным расходам государства на здравоохранение и социальные выплаты по инвалидности. В 2015 году государственные затраты на вызванные курением проблемы равнялись 6,3 % ВВП. В 2020 году годовые затраты системы здравоохранения на курильщиков составили более триллиона рублей.

## Смертность
Данные о смертности из-за наркотиков сильно разнятся, так как государственная статистика учитывает только умерших от передозировки или из-за психических расстройств, вызванных злоупотреблением сильнодействующих веществ. В статистику не попадают наркозависимые, умершие от острой почечной недостаточности, острой сердечной недостаточности или инфаркта, хотя эти состояния часто вызваны употреблением наркотиков. Так, Бюро судмедэкспертизы РФ зафиксировало в 2010 году только 7,7 тыс. смертей от наркотиков. Государственный антинаркотический комитет России (ГАК) в середине 2010-х годов сообщал об ориентировочно 5 тыс. ежегодных смертельных случаев от передозировки. Одновременно Федеральная служба по наркоконтролю заявляла, что от причин, связанных с употреблением наркотиков, только молодых людей погибало ежегодно порядка 100 тысяч. Из них ориентировочно 35 тысяч — от героина, что составило 0,5 миллиона за 2002—2016 годы.
В 2015 году Госнаркоконтроль сообщал уже, что ежегодно в результате употребления наркотиков умирало 90 тысяч молодых людей в возрасте от 15 до 34 лет. Этот показатель был в 6—8 раз выше, чем в странах ЕС. Отчёт ООН за тот же период относил Россию к восьми странам с самой высокой смертностью от наркотиков в Европе среди возрастной категории 15—64 лет — 80 случаев на каждый миллион жителей (суммарно около 11,5 тыс.). Однако Росстат в 2016—2018 годах отчитывался ежегодно только 4,4—4,8 тыс. смертей от наркотиков во всех возрастах. Минздрав одновременно сообщал о 8 тысячах смертей от наркотиков и 30 тысячах госпитализаций ежегодно.
В 2020 году официально у 18 тысяч человек была зафиксирована передозировка запрещённых веществ, из них умерло — 7,3 тысячи. Это соответствовало скачку в 60 % по сравнению с допандемийным периодом (7,32 случая на 100 тысяч жителей против 4,57). В 2021 году органы власти сообщали уже о 9,2—10 тысячах смертельных отравлений от наркотиков (10,04 случая на 100 тысяч жителей), ещё почти 50 тысяч смертей пришлось на алкоголь.
Средняя продолжительность жизни героинового наркозависимого составляет 7-10 лет от начала потребления. Так, употребление наркотиков — лидирующая причина развития ряда смертельных патологий сердца: артериальная гипертензия, тахикардия, аритмия, а также различные формы ишемической болезни сердца, от которых в 2021-м умерло 507,8 тыс. россиян. Согласно статистике,наркозависимые легче заболевали COVID-19 и тяжелее его переносили.
Для ВИЧ-положительных людей употребление наркотиков связано с более высоким риском смертности (предположительно, более чем в три раза). Например, они больше подвержены туберкулёзу — ведущей причине смерти ВИЧ-инфицированных потребителей инъекционных наркотиков. По данным 2016 года, пятая доля всех наркозависимых страны имела ВИЧ и, соответственно, подвергала себя дополнительному риску.

## Влияние на здоровье

Шкала для оценки вреда наркотиков на основе исследований 2007 года

### Сопутствующие заболевания
Экономический кризис и доступ к международной торговле после распада Советского Союза привели к взрывному росту употребления и оборота наркотиков. За 1991—2009 годы число их потребителей выросло более чем в 9 раз. Это сопровождалось вспышками гепатита, ВИЧ и лекарственно-устойчивого туберкулёза. Так, число новых ВИЧ-инфицированных удваивалось каждые шесть-двенадцать месяцев в период с 1995 по 2001 год, в основном из-за распространения среди потребителей инъекционных наркотиков. Если в 2000—2002 годах они составляли более 90 % всех новых случаев ВИЧ, то к 2010-му около 60 %. Статистика ООН подтверждала достаточно высокую распространённость ВИЧ среди наркозависимых в российских городах — в 2010 году в Бийске 74 % всех инъекционных наркозависимых были ВИЧ-положительными, в Санкт-Петербурге — 32 %, в Москве — 12,4 %. В последующее десятилетие ситуация с распространением ВИЧ в среди наркозависимых немного улучшилась, но всё равно оставалась тяжёлой. К 2015 году примерно каждый третий человек в мире, употреблявший наркотики внутривенно и имевший ВИЧ, жил в России.
Наркозависимые относятся к группе повышенного риска ВИЧ — для них риск инфицирования в 22 раза выше, чем у остальных граждан. Среди российских ВИЧ-положительных передозировка является второй причиной смертности после туберкулёза. Однако программы обмена игл и шприцами, которые помогают сократить распространение эпидемии в их среде, неразвиты в России. Для употребляющих инъекционные наркотики в 2018 году было доступно только 20 пунктов по раздаче бесплатных игл и шприцев. В год на одного наркозависимого выдавалось в среднем 2 шприца. Для сравнения, в Кыргызстане, который по этому показателю достиг рекомендаций ЮНЭЙДС, этот ежегодно выдавали по 200 шприцев на человека. В результате в России наркозависимые гораздо чаще используют иглы повторно. При этом охват антиретровирусной терапией среди наркозависимых с ВИЧ составлял всего 42 %.
Хотя во второй половине 2010-х годов основной способ передачи вируса сместился с инъекционного употребления наркотиков на половые контакты, более 20 % новых носителей ВИЧ в 2022 году сообщили об употреблении веществ внутривенно. Россия лидировала среди стран Восточной Европы и Центральной Азии по распространённости ВИЧ среди потребителей инъекционных наркотиков, их доля составляла 60 %. Для сравнения, в соседней Белоруссии этот показатель составлял 31 %, в Кыргызстане и Казахстане — 14 % и 8 %, соответственно.
Туберкулёз у наркозависимых особенно опасен, так как они часто прерывают лечение, что приводит формированию лекарственно устойчивых форм туберкулёза. К 2011 году международные эксперты оценивали общее число больных туберкулёзом с устойчивостью к лекарствам в России на уровне 50 тысяч. От 40 % до 70 % таких случаев приходилось на социально уязвимые группы населения, включая бездомных, безработных, мигрантов и людей с наркотической и алкогольной зависимостью. За 2021 году было зарегистрировано 39 тысяч случаев устойчивого к лекарствам туберкулёза.
Также наркозависимые часто болеют гепатитом С, но общенациональной системы сбора данных и эпиднадзора не существует, поэтому данные выборочны. Первые исследования начала столетия показали, что распространённость гепатита С среди инъекционных наркозависимых в России составляет 80 % и выше. В 2006 году среди протестированных наркозависимых Москвы у 67 % были обнаружены антитела к вирусу гепатита С, у 70 % — в Волгограде и у 54 % — в Барнауле. Для сравнения, сифилис был обнаружен только у 8 % московских наркопотребителей, у 20 % волгоградских и 6 % барнаульских. Кроме того, ориентировочно ещё треть больных гепатитом С не знала о своём статусе. При исследовании более 2 тысяч инъекционных наркозависимых в 2014 году практически больше половины из них были носителями вируса: 90 % в Санкт-Петербурге и Екатеринбурге, 85 % в Иркутске, 72 % в Омске и Воронеже, 61 % в Орле, 51 % в Челябинске, 49 % в Набережных Челнах. Для сравнения, распространённость ВИЧ в тех же группах варьировалась в диапазоне 3-59 %. Инъекционное употребление наркотиков и позже оставалось лидирующим каналом передачи гепатита С, хотя такие случаи можно было бы предотвратить при расширении программы обмена шприцами и внедрении опиоидной заместительной терапии.
У беременных женщин метаболизм наркотиков затруднён, поэтому они выводятся из организма медленнее, и риск отравления повышается. Попадая через плаценту в кровь плода вещества могут вызвать спазм сосудов, задержки в развитии, внутриутробную гипоксию. Новорождённые могут страдать от инфаркта или острых нарушений мозгового кровообращения, абстинентного синдрома. Таким образом, беременность иногда является для женщин поводом прекратить употребление наркотиков, однако ломка от тяжёлых наркотиков может вызвать выкидыш. Кроме того, наркологии часто отказываются принимать беременных. Обращаясь к медикам, такие женщины сталкиваются с унижением и брезгливостью, известны случаи, когда им отказывали в анестезии при родах.

### Отравления
Пагубный эффект разных наркотиков на организм хорошо известен. Уже в 2005 году передозировка наркотических веществ колебалась в пределах 8—12 % всех зарегистрированных отравлений в крупных городах страны. Ориентировочно у 59 % инъекционных наркозависимых хотя бы раз в жизни случалась несмертельная передозировка. Только по официальным данным, среднее по стране количество отравлений наркотиками составило 12,4 инцидента на каждые 100 тысяч жителей в 2019 году (среди несовершеннолетних — 11,6 на 100 тысяч).
Даже при несмертельном исходе отравления наркотическими веществами последствия могут быть непредсказуемы. Например, набирающие популярность синтетические и аптечные наркотики особенно сильно воздействуют на психику, и наркозависимый не сразу ощущает последствия. В 2016 году Минздрав зафиксировал 2,4 миллиона пациентов с психическими и поведенческими расстройствами, связанными с употреблением психоактивных веществ, или 1,6 % общей численности населения страны. Больные с диагнозом «отравление наркотиками и психодислептиками» в 2020 году составляли 20 % и более всех экстренно поступающих в токсикологические отделения. Из них большинство отравилось медикаментами (40—74 %).
| Название    | Зафиксированные последствия | Данные о заболевших или потребителях |
| ----------- | --- | --- |
| Опиаты      | Блокада дыхательного центра в стволе мозга, поверхностная и тяжёлая кома, брадикардия, брадипноэ и другое. | Причина 76 % всех смертельных случаев от наркотиков. Только в Москве в 2022-м героин был причиной 53 % отравлений при употреблении наркотиков и психотропных веществ. |
| Марихуана   | Нарушения координации, тремор, потеря кожной чувствительности, парестезии. Симптомы острого отравления — галлюцинации вплоть до делирия, панические атаки, коматозное состояние, гипертонический криз, кома и другое.                                              | Точное число случаев неизвестно, по данным Московской области оно составляет 0,3—0,2 % от общего числа смертельных отравлений. Также СМИ освещают отдельные инциденты. Например, в 2022-м в Ленинградской области госпитализировали годовалого ребёнка в коме из-за отравления марихуаной. |
| Кокаин      | Повышение артериального давления и тахикардия, острый параноидный психоз. Возможно развитие инфаркта миокарда, инсульта, транзиторной ишемической атаки, судорожного припадка.                                                                                     | — |
| Спайс       | Сокращает сосуды и снабжение мозга кислородом. Каждый сеанс приводит к нарушениям в работе центральной системы, что может стать причиной нарушений функции мозга, слабоумия. Сначала формируется психическая зависимость, но известны случаи физической с ломками. | В 2014 году более 2 тысяч обращений в больницы с отравлениями, 40 смертей, к 2021-му эти показатели сократились до 396 и 31, соответственно. |
| Барбитураты | Поверхностная и глубокая кома, угнетение основных функций центральной нервной системы. | В 2018—2020 годах около 6 % в структуре отравлений медикаментозными препаратами. |
| Метадон     | Опасный наркотик, формула которого регулярно меняется, что ведёт к частым передозировкам. | Только в Москве отравления этим веществом составляли 10—30 % от всех отравлений при употреблении наркотиков и психотропных веществ в 2021—2022 годах. В Санкт-Петербурге в 2018 году было зарегистрировано 11,19 случаев смертельных отравлений метадоном на 100 тысяч жителей.            |
| Амфетамин   | Нарушение когнитивных функций и психоз (иногда даже при первом употреблении); при большей дозе — делирий, неконтролируемая гиперактивность, тахикардия, судороги и кома, почечная недостаточность.                                                                 | — |
| MDMB        | Может привести к разъеданиям на коже, возникновению судорог, угнетению сознания, остановке дыхания. | В 2014-м зарегистрировано 700 случаев отравления этим веществом, в основном в Ханты-Мансийском автономном округе, Чувашии и Башкортостане. |

## Социальный и экономический ущерб

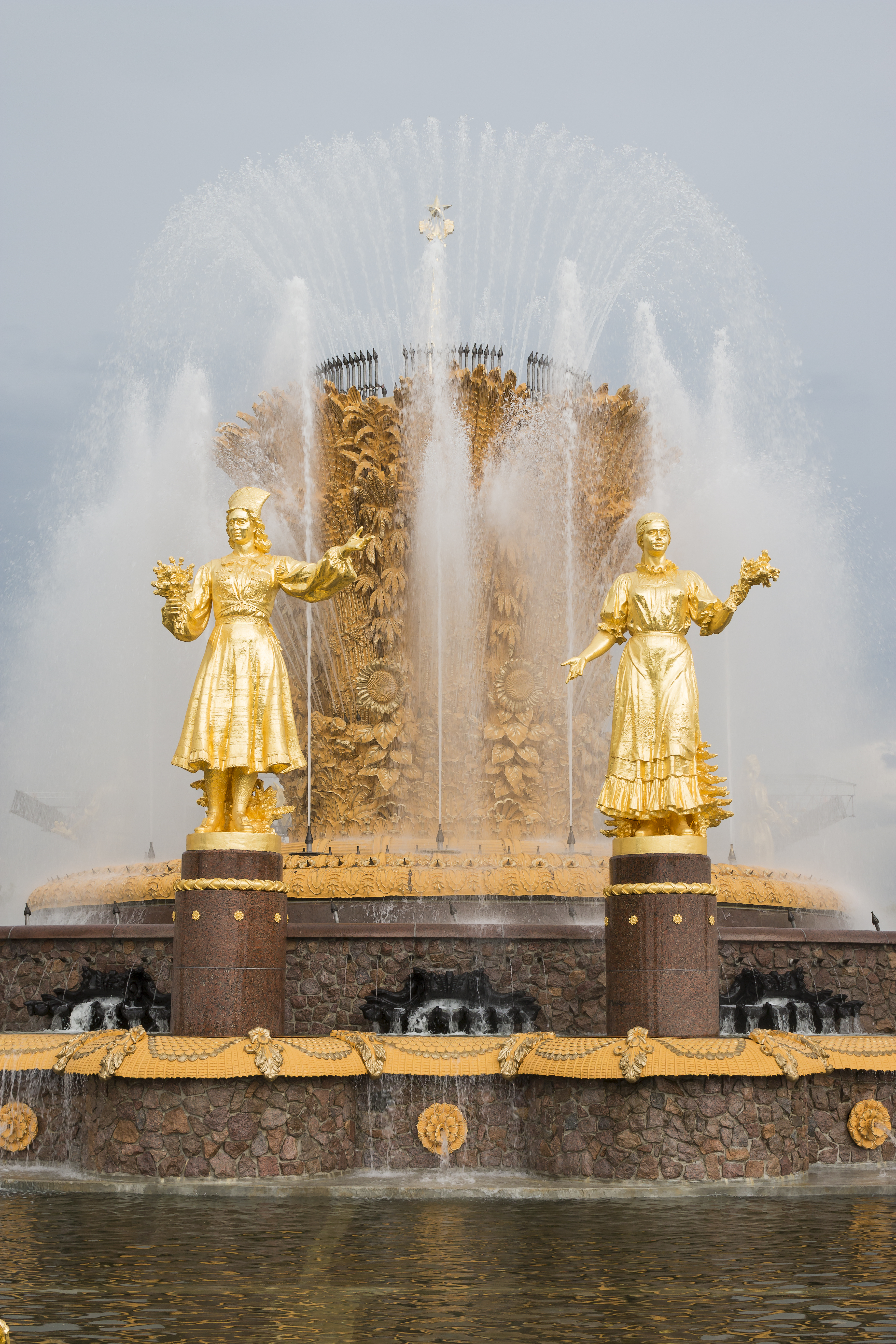
Фонтан «Дружба народов» с изображением стогов пшеницы и конопли в центре, 2019 год

Высокий уровень наркопотребления отрицательно сказывается на здравоохранении России и демографической ситуации, а также несёт значительные экономические и криминальные риски. В 2014 году Правительство признало, что 65 % всех преступлений в стране связано с наркотиками. Наркозависимые совершали до 80 % всех мелких грабежей и краж мобильных телефонов, дамских сумочек, автомагнитол. Суммарные бюджетные затраты силовых структур, следствия, судов и пенитенциарной системы на привлекаемых к уголовной ответственности наркопотребителей составляли 96 млрд рублей ежегодно. По официальным оценкам , в 2014 году наркопотребители ежедневно тратили на наркотики 4,5 млрд рублей и тем самым ежегодно выводили в теневой сектор до 1,5 трлн рублей. На тот момент эта цифра была в 1,5 раза больше бюджета Министерства обороны и в 3,5 раза больше бюджета Министерства здравоохранения.
К середине 2010-х годов власти привлекали к уголовной ответственности минимум в 100 раз больше наркопотребителей, чем направляли на бюджетируемую реабилитацию. По оценкам комитета по контролю над наркотиками ООН, реабилитация таких наркозависимых позволила бы ежегодно возвращать в экономику до 1 трлн рублей.
Одним из последствий борьбы с наркотиками стала почти полная ликвидация конопляной промышленности. До революции Россия была одним из ведущих в мире экспортёров конопляного сырья, а посевы конопли в СССР в 1930-е годы составляли почти 1 млн га. Изображением этого растения даже украсили один из основных символов ВДНХ — фонтан «Дружба народов». Но в 1956 году вышла резолюция ООН о борьбе с наркоманией, как одну из мер предусматривающая уничтожение посевов конопли. В 1987 году Совет министров СССР запретил её культивирование на территории страны, хотя технический сорт, использующийся для производства верёвок, ткани, масла и других продуктов, почти не содержит психоактивного вещества (не более 0,1 % тетрагидроканнабинола). К 2019 году эти посевы занимали только 8-10 тыс. га. В 2022 году культуру вернули в севооборот, чтобы фермеры могли наращивать производство и не нуждались в разрешении МВД.
Также из-за ограничений властей могут страдать производители и продавцы кондитерского мака. Семена этого растения содержат незначительные доли кодеина и морфина. Так, в 2010 году сотрудники ФСКН возбудили дело из-за импорта 42 тонн кондитерского мака из Испании. Громкое дело послужило правовым прецедентом, и в 2020-м Правительства РФ признало, что в кондитерском маке допускаются следы наркотических веществ в объёме не более 0,6 % от веса семян. Тем не менее, подобные дела продолжали возбуждать.

## Зависимость и лечение

### Заместительная терапия
Наркотическая зависимость является хроническим заболеванием, которое проявляется психологически и физически. Действенным методом лечения Всемирная организация здравоохранения считает заместительную терапию на основе метадона или бупренорфина. Метадоновая терапия применяется в 90 странах мира, в том числе в США, Великобритании, Китае, Иране. Этот метод предлагает контролируемый аналог для героиновых наркозависимых и позволяет также снизить риск распространения ВИЧ. В России он запрещён законодательно, старое поколение российских наркологов рассматривает опиоидные агонисты как замену одного опиата другим или как «поощрение наркомании». Они также ссылаются на токсичность препарата, связанного с циррозом печени.
В 2011 году глава Минздрава Татьяна Голикова заявила, что не верит в эффективность программ снижения вреда и считает их опасными. Она ссылалась на якобы неудачные результаты экспериментального запуска программы в 1990-х годах, когда в регионах, предоставляющих такую услугу, был зафиксирован рост заболеваемости ВИЧ-инфекцией, гепатитами и наркоманией. Как альтернативу российское Минздрав предлагает бесплатное лечение в реабилитационных центрах. Так, после аннексии Крыма в 2014 году около 800 людей вынужденно прервали курс метадоновой терапии. К началу 2015 года, по данным ООН, скончались от 80 до 100 ранее проходивших терапию крымчан. Минздрав России опровергал эти данные, заявляя о всего 7 смертях с марта по конец 2014 года.
В 2014—2019 годах Европейский суд по правам человека рассматривал коллективный иск трёх наркозависимых к России, пытавшихся оспорить запрет метадоновой терапии. Адвокаты истцов считали, что другая сторона намеренно завалила суд нерелевантными ссылками и документами, чтобы усложнить рассмотрение дела для судей и намеренно ссылалась на искажённую и ложную информацию. Например, предоставленные документы уверяли, что метадон якобы разработали немецкие нацисты под названием «адольфин». Через пять с половиной лет суд принял сторону правительства России, потому что  «… власти руководствуются заботой о защите здоровья граждан, находящихся под их юрисдикцией, поэтому оправданно принимают меры для сведения к минимуму ущерба, причиняемого наркотиками, иногда такими решительными, как запрет тех или иных опиатов» России».
Негативное отношение властей к метадоновой терапии прописано в Госстратегии борьбы с наркозависимостью на 2021—2030 годы. Из-за консервативного подхода Комитет ООН по правам человека считает, что документ основан на «политике социальной нетерпимости к наркотикам и их употреблению». Неправительственные организации и активисты за права наркозависимых ограничены законами о пропаганде и не могут агитировать за рекомендации ВОЗ.

### Программы снижения вреда
Снижение вреда включает как бесплатную раздачу шприцев, так и просвещение наркозависимых о путях передачи ВИЧ, гепатита и других заболеваний. Такие программы экспериментально работали в России в 1998 году. Тем не менее правоохранители и политики зачастую относятся к ним негативно, называя пропагандой наркотиков. Особенно критике подвергаются акции по раздаче стерильных шприцев, которые оппоненты воспринимают как «побуждение к употреблению наркотиков». Правоохранительные органы регулярно высказывали мнение, что шприцы «следует конфисковывать, а не раздавать».
В 2003 году Государственная дума приняла ряд поправок к Уголовному кодексу России, включавших разрешение программы по раздаче шприцев, если те направлены на профилактику ВИЧ и реализованы с согласия правоохранительных и здравоохранительных органов. Однако регламент таких кампаний определён не был.
Правозащитники неоднократно сообщали, что полиция использует центры по раздаче шприцев для охоты на потребителей — их могли задержать за одно только наличие у них шприцев. В результате зависимые боялись обращаться в центры помощи, опасаясь встречи с полицейскими.
Усилия частных объединений по снижению наркопотребления в стране часто оказываются дискредитированы. Так, Фонд Андрея Рылькова неоднократно привлекался к административной ответственности в связи с пропагандой наркотиков. В 2016-м организацию признали иностранным агентом из-за участия в международной акции в поддержку заместительной терапии. Тем не менее работа НКО признана на международном уровне — в 2019-м фонд стал лауреатом Международной премии имени Роллстона.

### Зависимость среди молодёжи
В 2005 году 13,9 % молодых людей в возрасте 11-24 лет регулярно употребляли наркотики. Не менее 4,2 % из них принимали героин по крайней мере два раза в месяц. По данным 2007 года, в среднем по России в каждом классе употребляли наркотики 3-4 школьника старших и средних классов, а в Москве — 5-7. К 2011 году 20 % наркозависимых были школьниками, 60 % от всех зависимых приходилось на молодёжь в возрасте 16-30 лет. Были зафиксированы несколько случаев употребления наркотиков детьми 6-7 лет, которых приобщили родители. По данным исследования РАН 2016 года, 27 % зависимых начали употребление в старших классах, 45 % — в студенческие годы. В некоторых регионах до 22 % опрошенных пробовали аптечные наркотики. По оценке социологов, при сохранении таких темпов роста наркотизации к 2060 году 80 % подростков и молодёжи могли бы стать потребителями наркотиков.
В России новые психоактивные вещества обычно пробуют либо начинающие потребители, либо склонные к экспериментам наркозависимые. «Дизайнерские наркотики» нацелены именно на молодёжь. С начала века к 2020 году средний возраст первого употребления снизился с 17 до 14 лет. Основными причинами начала потребления молодые люди называли любопытство, давление со стороны сверстников, плохой родительский контроль или недостаточное внимание со стороны родителей. В одном из опросов 92 % респондентов упоминали «неблагоприятный детский опыт».
В 2016—2021 годах число несовершеннолетних наркопотребителей возросло более чем на 60 %. Исследователи «Трезвой России» отмечали, что при этом один наркозависимый только за год «втягивает» в потребление около 10 человек. По оценкам правительства, примерно 50 % зависимых впервые попробовали наркотики в компании сверстников или в часы досуга.
На 2022 год каждый двадцатый учащийся школы или колледжа признавался, что пробовал наркотики, хотя это число могло быть выше. Обычно первый раз подростки пробуют наркотики в гостях, во дворе или в школе. Каждый третий школьник, попробовавший наркотики один раз, продолжал их употреблять. Чаще всего первыми наркотиками становятся марихуана, гашиш, синтетические курительные смеси и спайсы.

## Реабилитация и лечение

### Государственные учреждения
«Если бы у меня была возможность получить достойную наркологическую помощь, я бы что угодно за это отдала.  Я не видела результата ни у кого из знакомых. Видела только, как люди лежат в памперсах, в бессознательном состоянии, в собственной рвоте, а выходят все равно зависимыми.»
Российская система лечения наркозависимости централизована и состоит главным образом из государственных учреждений. К 2007 году в стране действовало 200 традиционных дезинтоксикационных центров. Реабилитационные стационары, помогающие пациенту научиться контролировать влечение к наркотикам, были доступны только в 26 российских регионах. Соответственно, охват лечением оставался низким — в 2005 году его прошли 70 тысяч из оценочных 3—5 миллионов наркопотребителей.
Лечение в наркологических учреждениях страны основано на трёх этапах: дезинтоксикации, «постабстинентной» фазе или реабилитации, а также ремиссии. Первая длится до 12 дней и предусматривает медикаментозное подавление симптомов синдрома отмены («ломки»). Для этого используют транквилизаторы и нейролептики, как, например, галоперидол, которые не применяют в международной практике. Нейролептики не в состоянии влиять на влечение к наркотику, фактически российский подход не излечивает от зависимости, а только вводит пациента в коматозное состояние. Кроме того, лечащие врачи часто с презрением относятся к наркобольным, и те отказываются продлевать лечение и проходить стадию реабилитации, которая также проходит стационарно и длится 21 день. На этом этапе пациенты получают антидепрессанты, «корректоры поведения» и средства, подавляющие влечение к наркотикам. Также программы разных центров могут включать мотивационные акции, этапы популярной программы «12 шагов», лекции и встречи с неврологами. Пациенты подчёркивают обычно недоброжелательное отношение персонала и оскорбления. Последняя стадия предусматривает от 6 до 8 месяцев амбулаторного лечения, когда пациент получает антидепрессанты.
Несмотря на внимание властей к проблеме и вступление в силу в 2013 году закона о принудительном лечении, к 2014 году число реабилитационных центров было ограниченным. Они работали в менее половины регионов. Фактически государство могло обеспечить реабилитацией лишь 0,3 % из официального числа наркозависимых или 0,09 % — оценочного. Кроме того, запатентованные в России методы лечения зачастую не соответствуют международным стандартам, считаются неэффективными или опасными для здоровья. Например, во время реабилитации пациентов могут бить током, показывать им видео с 25 кадром и «кодировать». В 2015 году главный внештатный нарколог Минздрава запретил использовать методы, не одобренные министерством, но на 2021-й в некоторых госучреждениях «кодирование» всё ещё было доступно за отдельную плату.
В большинстве случаев пациенты бросают лечение после первого этапа — весь курс реабилитации проходят 5–8 % пациентов. Лечение в государственных учреждениях оказывается малоэффективным — в 2019 году свыше 90 % бывших пациентов возвращались к употреблению. Это было связано с усечённой программой, которая предусматривает только несколько недель стационарного наблюдения. Пороговая продолжительность для заметного улучшения состояния, по ряду исследований, составляет 3 месяца.
Правозащитная организация Human Rights Watch заявляла, что фактически российская система здравоохранения зачастую оставляет больных самих бороться с зависимостью. Минздрав в своих отчётах также признаёт «системные проблемы в организации наркологической помощи населению». Кроме того, пациенты в стационарах могут подвергаться дополнительному давлению со стороны правоохранительных органов. Медики обязаны информировать полицейских о наркозависимых на лечении, в результате правоохранители приезжают на допрос в медцентры и, используют уязвимое положение пациента, приезжая на допрос в медцентры, принуждают сознаваться в несуществующих преступлениях.
Соответственно, у наркозависимых нет доверия к государственной системе лечения, и они всё реже обращаются к ней. По некоторым опросам, среди опрошенных зависимых число желающих бросить достигает 90 %, однако  отсутствие в России эффективного лечения не даёт им такой возможности.

### Мотивационные дома
В России также развита система так называемых «Мотивационных домов» — частных учреждений, в которые родственники могут отправить наркозависимого против его воли. Предположительно, они появились в 2000-х годах в Татарстане. Одной из первых таких сетей в Екатеринбурге стала организация «Город без наркотиков», которую организовал депутат Госдумы и сторонник принудительного лечения Евгений Ройзман.
Официальные названия и политика центров варьируются в зависимости от позиции руководства. Обычно в домах работает только один психолог, который строит систему «реабилитации» на основе популярной программы «12 шагов». Но зачастую в таких учреждениях к больным применяют насилие — обливания холодной водой, побои и унижения. При жалобах на недомогание и просьбы о лекарстве сотрудники издеваются над резидентами, при малейших оплошностях их ждут пытки, лишение сна и насилие. Сообщалось о случаях избиений до смерти, серьёзных повреждениях внутренних органов. Тогда руководство выдаёт инциденты за конфликт между резидентами или несчастный случай.
Дома фактически не контролируются Минздравом, так как они представляют социальные услуги. Иногда они функционируют по системе рабочей коммуны или как религиозные организации. Программа таких учреждений обычно неэффективны — 90 % клиентов мотивационных домов обращаются туда повторно. Зачастую родственников наркозависимых обманывают, скрывая реальную атмосферу в центрах. Им запрещено посещать мотивационные дома, звонить домой постояльцы могут только в присутствии надзирателей. Часто родственники наркозависимых поддерживают работников центров. Например, при ликвидации одного из «Мотивационных домов» в Саратове в 2018 году из-за подозрений в насилии над резидентами их родственники составили петицию к президенту, прося поддержать руководителей дома.
Точное число подобных центров неизвестно. По оценкам 2016 года, только в Татарстане их насчитывалось 86, у разных компаний были общие учредители или директора. По оценке Независимой наркологической гильдии, в 2019 году в России работало от 500 до 1,5 тысячи частных реабилитационных центров. Предположительно, в четверти к пациентам применяют насилие.

### Демография и статистика
По данным 2017 года, ежегодно наркотики разного вида начинали употреблять 90 тысяч граждан России, то есть почти 250 человек в день. При этом за 2010—2020 годы доля людей, впервые обратившихся за помощью от наркотической зависимости, сокращалась. Если в 2010 году на каждые 100 тысяч жителей насчитывалось около 17 человек, начавших лечение от наркотической зависимости, то в 2020-м чуть более 8. Кроме того, сильно снизился возраст начавших терапию. В 2020-х годах основную долю запросов на лечение отправляли семьи в возрасте 14—25 лет, средний возраст начала наркопотребления составил 13—14 лет.
Потребители опиатов составляли большинство от общего числа проходящих лечение от наркозависимости в 2020-м — 120,4 из более 224 тысяч. Число лечащихся от амфетаминовой и кокаиновой зависимости оставалось незначительным — 19476 и 73 человека, соответственно. Средний возраст больных героиновой наркоманией приходится на 31—40 лет. Зачастую они имеют среднее образование, не имеют постоянной работы и судимостей, состоят в браке. В 2021 году в России 389 тысяч человек находились под диспансерным наблюдением или были зарегистрированы в медицинских организациях, оказывающих помощь по профилю «психиатрия — наркология». Хотя с 2016 года их число сократилось на 14 %, трудно установить, произошло ли снижение из-за смертности или из-за ремиссии.

## Борьба с наркотиками

### Государственная политика
К началу XXI века криминализация хранения очень малого количества наркотиков (например, около одной сотой средней дневной дозы или 0,005 г героина) приводила к повсеместному уголовному преследованию не торговцев, а потребителей наркотиков. В результате наркозависимые скрывались даже от медработников. В мае 2004 года российское правительство декриминализовало хранение небольшого количества наркотических веществ, например, до грамма героина. Смягчение законодательства позволило освободить из тюрем или сократить сроки для более 40 тысяч потребителей наркотиков, ещё около 60 тысяч — избежали уголовного преследования и возможного лишения свободы. Однако уже в феврале 2006 года правительство вновь ужесточило законодательство и хранение более 0,5 г героина снова стало уголовным преступлением. В том же году число уголовных дел о хранении запрещённых веществ выросло  на 30 тысяч по сравнению с 2005 годом.
В 2010 году была принята новая Государственная антинаркотическая стратегия. В ней правительство определило наркотики как проблему государственного масштаба и признало зависимость не медицинской проблемой, а в значительной степени моральным недостатком, что подталкивало госполитику к карательным подходам. В это же время усилия по борьбе с незаконным оборотом наркотиков в России были подорваны отсутствием политической воли и войнами за сферы влияния среди российских силовых структур. По оценкам главы ФСКН Виктора Иванова, к 2016 году оборот наркотиков в стране достиг объёма, сопоставимого с бюджетом Министерства обороны (1-1,5 трлн рублей). По опросам 2014 года более 77 % респондентов сообщали, что достать наркотики сравнительно легко.
В ноябре 2020 года была утверждена новая Стратегия антинаркотической политики на 2021—2030 годы. Документ предусматривал несколько подходов к борьбе с наркотиками: сокращение незаконного оборота и доступности для потребителей; профилактику и раннее выявление наркопотребления; формирование в обществе осознанного негативного отношения к потреблению наркотиков и участию в их обороте. Стратегии запрещала заместительную терапию для лечения наркозависимости, легализацию рекреационного потребления наркотиков, а также расширение применения наркотических анальгетиков в медицинских целях.

### Критика
Жёсткая антинаркотическая политика вызывает критику экспертов и правозащитников: такая система «предполагает не помощь зависимым от наркотиков людям, а просто наказание за употребление или распространение наркотических веществ». Пребывание в заключении не лечит наркозависимость, но, например, в 2017 год суды отправляли на реабилитацию только — 1-4 % задержанных по наркотическим статьям.
По мнению Международной комиссии по наркополитике, российская Стратегия по борьбе с наркоманией на 2021-2030 годы основана «исключительно на стигматизации и наказании, с полным пренебрежением к правам человека и научному подходу». Правозащитники соглашаются, что документ, дискриминирует и демонизирует наркопотребителей. Так, исследователи The Economist указывали, что эта политика направлена «против любого гуманного обращения с людьми, употребляющими наркотики».
Существующий порядок способствует лишь маргинализации наркозависимых. Human Rights Watch отмечает, что массовая практика «охоты» на рядовых наркопотребителей негативно сказывается на усилиях по охране здоровья населения. Наркозависимые могут избегать врачей, опасаясь постановки на учёт или передачи их данных полиции.  Это стимулирует распространение ВИЧ в стране. Инфекционные наркозависимые — одна из основных групп риска, но они могут не знать о своем положительном статусе  и не получать антиретровирусную терапию, тем самым подвергая опасности других.
Исследователи называют стигматизацию наркомании «якорем, удерживающим страну от системных реформ». Правозащитники и социологи отмечают ряд проблем российского законодательства:
- Не учитывается потенциальная социальная опасность конкретных видов наркотиков. Решение этой проблемы могло бы сохранить силы правоохранительных органов и направить их на борьбу с наиболее опасными веществами[165].
- Правоохранительные органы учитывают общий вес изъятого вещества, а не долю психоактивного компонента. Даже если смесь содержит незначительную долю героина, весь объём будет занесён в уголовное дело как вес чистого наркотика. Соответственно, пойманные с разбавленным продуктом могут получить такой же срок, как и наркодилер с аналогичным весом чистого действующего вещества[162][165].
- Хотя потребление наркотиков декриминализовано, закон запрещает любой сбыт. Соответственно, даже обмен между конечными пользователями наркотиков является незаконным[165]. Мировой опыт указывает на неэффективность такой системы, так как законы должны быть ориентированы именно на борьбу с производителями и крупными поставщиками[165].

Хотя власти считают, что полицейские меры дают положительные результаты, они всё же признают — без проведения профилактической и реабилитационной работы рассчитывать на масштабные изменения невозможно. Политика государства способствует укреплению в обществе мнения о потребителях ПАВ как о людях, недостойных доверия, неспособных выполнять свои профессиональные обязанности. Это осложняет наркопотребителям выход из зависимости.

### Некоммерческие организации
Первые некоммерческие объединения помощи наркозависимым возникли в 1990-х годах на фоне резкого роста наркозависимости после распада СССР. В 1999—2003 годах московские активисты выпускали просветительский журнал «Мозг», выходивший при финансовой поддержке Global AIDS Alliance и «Врачей без границ».
Также в 1990-х на территории России начало действовать движение «Анонимные наркоманы», которое объединяет бывших наркопотребителей, помогающих друг другу преодолеть зависимость. В 2009 году был учреждён Фонд Андрея Рылькова, который оказывает социальную помощь наркозависимым и выступает за гуманизацию наркополитики в стране. В 2010 году решением Священного синода Русской православной церкви создан Координационный центр по противодействию наркомании, целью которого является социальная адаптация наркозависимых.
На 2017 год Минздрав России сотрудничал с 800 НКО, работающими в сфере здорового образа жизни, 300 из которых религиозного характера.

## Пути распространения

### Поставки и изъятия
Основной наркотрафик в Россию идёт через морские порты, где обычно проверяют только 0,5 % контейнеров. Также наркомафия может подкупать таможенников и работников порта, которые отмечают контейнеры с контрабандой как проверенные. Контейнерные перевозки дёшевы и в транспортировку десятков тонн наркотиков вовлечено меньше людей.
Героин в основном поступает из Афганистана через Узбекистан, Туркменистан, Таджикистан и Казахстан. Глава Федеральной службы по борьбе с наркотиками Виктор Иванов сравнивал афганский наркотрафик с «цунами, постоянно обрушивающимся на Россию». Практически весь поставляемый героин оседает в России, к 2009 году страна стала самым большим национальным героиновым рынком (20 % всего афганского героина).
Марихуана и гашиш поступают в Россию в основном из Афганистана, Марокко, Киргизии и Казахстана, небольшие партии — из Украины, Молдовы, Ирана. Гашиш обычно перевозят через азербайджанскую границу или порты Каспийского моря. Синтетические наркотики амфетаминового типа могут поступать из стран Балтии, Нидерландов, Германии и ряда стран Восточной Европы. ЛСД и спайсы на 80–85 % имеют зарубежное происхождение: первый привозят из Нидерландов, Германии, Польши, Балтийских стран, второй — Китая, Мьянмы, Таиланда, Лаоса.
Кокаин в Россию поступает в основном из Эквадора. Через порты Санкт-Петербурга и Новороссийска поступает до 80 % всей контрабанды наркотика. Предположительно, именно через Ломоносовскую военно-морскую базу Санкт-Петербурга он проник в страну в 1980-х, когда российская мафия начала сотрудничать с колумбийским наркокартелем Кали. Радио «Свобода» указывает, что к контрабанде кокаина были причастны фирмы, которые регистрировал комитет по внешним связям при мэрии города, возглавляемый тогда Владимиром Путиным. Во время его президентства в 2018 году самолёт с номерами Управления делами президента РФ (RA-96023) был замечен в крупном деле по экспорту наркотиков из Аргентины. По некоторым данным, этот же самолёт позднее вывозил российских дипломатов из Великобритании, хотя пресс-секретарь управделами президента отрицала какую-либо связь.
На 2015 год 90 % наркотиков, которые обращаются в России, имели зарубежное происхождение. Например, из Китая их доставляли в основном по железным дорогам через пограничные пункты Гродеково и Камышовая, маскируя под удобрения, средства для борьбы с насекомыми, бытовые и промышленные химикатов . Также наркоторговцы используют налаженные почтовые сообщения. По некоторым оценкам, спецслужбам удается отследить менее 1 % контрабанды почтой.
До 2016 года крупные российские дилеры приобретали наркотики на иностранных даркнет-платформах Alphabay и Hansa. Благодаря аресту ФСБ совладельца крупнейшего таможенного брокера и перевозчика ULS Global и владельца перегрузочного комплекса «Бронка», цепочки поставок разрушились. Вскоре иностранные спецслужбы полностью ликвидировали эти две даркнет-платформы, как результат стало расти производство наркотических веществ внутри страны. По данным «Гидры», в 2019—2021 годах в России производилось 12 % проданных на ней наркотиков, на страны Западной и Центральной Европы приходилось 47 %, на страны Северной Америки — 27 %. Например, собственные посевы конопли встречаются на Северном Кавказе, в Краснодарском, Ставропольском, Приморском, Хабаровском краях, Волгоградской, Псковской, Сахалинской, Смоленской, Тамбовской областях.

### Даркнет
В 2011 году в даркнете стали доступны крипторынок Russian Anonymous Marketplace (RAMP), форум по продаже психоактивных веществ R2D2, форум по торговле синтетическими наркотиками Way Away, а также менее популярные площадки — AmberRoad, Malina и RuTor. К 2015 году на рынке осталось только три основных игрока: RAMP (традиционные наркотики), Way Away (соли), Legal RC (спайсы). Вскоре последние два объединились в новую платформу «Гидра».
Во второй половине 2010-х «Гидра» практически полностью монополизировала продажу наркотиков в даркнете. В 2017 −2018 годах платформа даже провела масштабные рекламные кампании на YouTube, которые посмотрело до 33 млн россиян. На тот момент оборот рынка наркотиков в российском даркнете превышал 20 миллиардов рублей в месяц.
На форуме пользователи искали поставщиков, оставляли отзывы; администраторы настроили систему собственных лабораторий и поставок, они даже проводили так называемые «контрольные закупки», чтобы составлять отчёты о разных магазинах на платформе. Таким образом, «Гидра» выступала посредником между покупателями и продавцами, во многом структурировав российский наркорынок. Ежемесячно хотя бы одну покупку на площадке совершали 600 тысяч человек.
Также с 2017 года магазины наркотиков использовали мессенджер Telegram, где пользователи закупались в секретных чат-ботах. «Гидра» также закупала рекламу на тематических каналах Telegram, чтобы подавить конкурентов. В 2018-м маркетинг в Telegram обошёлся платформе почти в 1 миллиард рублей. К 2019 году реальное количество пользователей оценивалось в 750—815 тысяч, число ежедневных закладок превышало 13 тысяч, число магазинов — 3,4 тысячи. Платформа оперировала в 1114 городах России, Казахстана, Азербайджана, Армении, Киргизии, Узбекистана, Таджикистана, Молдавии, Украины, Белоруссии. Городами-лидерами по числу покупок на платформе в 2019 году являлись Москва, Санкт-Петербург и Екатеринбург.
В апреле 2020 года серверы форума, которые находились в Германии, были арестованы. Платформа полностью закрылась в 2022 году. По оценке американского правительства, с января 2016 по март 2022 года на контролируемые «Гидрой» криптовалютные кошельки было выведено примерно 5,2 миллиарда долларов.

## «Наркотические статьи»

### Статистика
Употребление и хранение наркотиков в небольших количествах является административным правонарушением, наказуемым штрафом в размере от 4 до 5 тысяч рублей или административным арестом на срок до 15 суток. Хранение наркотиков в больших, крупных и особо крупных размерах является уголовным преступлением, наказуемым штрафом до 500 тысяч рублей или лишением свободы на срок от 3 до 10-15 лет в зависимости от объёма наркотиков (статьи УК РФ 228 и 234). Ежегодно за это в России судят около 100 тысяч человек, наиболее часто им предъявляют обвинения по статьям 228.2 и 228.3 со средним сроком наказания от 3 до 5 лет. Незаконное производство или сбыт наркотиков влечёт до 20 лет колонии, контрабанда — до пожизненного лишения свободы.
На 2007 год даже после амнистий и резкого ограничения предварительного заключения в России оставалось до 850 тыс. заключённых, из которых до 20 % были в заключении за наркотики (среди женщин — до 40 %). За 2009—2014 годы к уголовной ответственности за преступления, связанные с незаконным оборотом наркотиков, привлечено около полумиллиона граждан, более половины из которых молодёжь до 30 лет. За 2014—2017 годы доля лиц, совершивших наркопреступления, в общем количестве осуждённых составляла, по разным данным, 13 % в общем количестве заключённых и 25–33 % от всех обитателей колоний.
Институт проблем правоприменения при Европейском университете в Санкт-Петербурге подтверждал в 2017 году, что ⅔ осуждённых за незаконный оборот наркотиков были наказаны судами не за распространение, а за хранение и транспортировку запрещённых веществ. Так как правоохранители чаще преследуют потребителей, а не распространителей, незаконный оборот наркотиков остаётся одним из самых прибыльных видов преступной деятельности в России. Зачастую этому способствуют коррумпированные чиновники, многие из которых являются сотрудниками правоохранительных органов.
На 2018 год из 658,3 тыс. осуждённых и отбывающих наказание в России четверть имела сроки по связанным с наркотиками статьям. Около 13 % или 88,4 тысячи — именно по 228 статье. Из них за сбыт по этой статье были осуждены только 19 тысяч, остальные получили сроки за покупку или хранение. Около 60 % осуждённых — молодые люди 18-35 лет, работавшие курьерами-закладчиками. Чаще всего они получали 3-5 лет. Содержание наркопотребителей в тюрьмах дорого обходится государству и не помогает избавить от зависимости. Так, по оценкам 2018 года, один заключённый обходился государству в 6,6 тыс. евро в год, а расходы на ведение следствия и судебных дел по наркостатьямстоило казне 92 миллиона евро в течение одного года до вынесения приговора.
Всего за 2010—2020 годы правоохранительные органы выявили свыше 2 млн преступлений, связанных с незаконным оборотом наркотиков, из них 72 % — тяжкие и особо тяжкие. По подсчётам специалистов Института прав человека, за этот период количество приговоров на срок свыше десяти лет выросло более чем в пять раз. В основном срок получают «закладчики», то есть низовое звено наркоторговли. Также полицейские часто арестовывали потребителей наркотиков из-за следов от уколов или наличия пустых шприцев. Правозащитники обращали внимание, что для полиции это лёгкий способ выполнить план по арестам и «подзаработать», не особенно опасаясь общественного протеста.
На 2022 год более четверти всех заключённых страны отбывали наказание по «народным» статьям  за преступления, связанные с наркотиками.

### Подставные дела

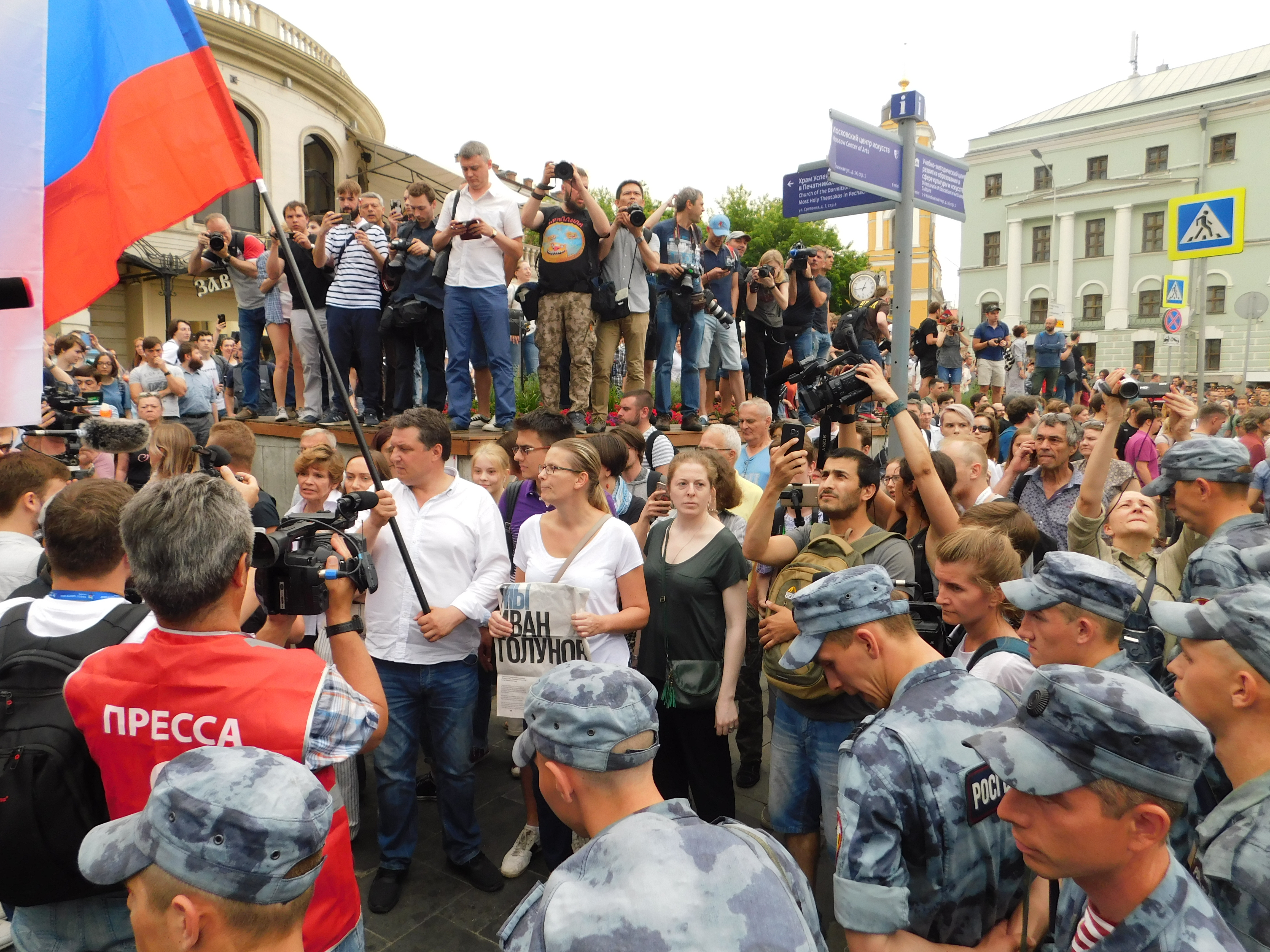
Митинг в поддержку Голунова в Москве, июнь 2019

228 статья статья УК РФ нередко используется как инструмент давления на общественных активистов и журналистов. Этому способствует стигма, связанная с наркотиками, и жёсткая политика государства в отношении наркопотребителей. Известно о минимум девяти резонансных случаях применения этой статьи в отношении журналистов и общественников за 2010—2019 годы: Таисии Осиповой, Руслана Кутаева, Жалауди Гериева, Сергея Резникова, Михаила Савостина, Лии и Артёма Милушкиных, Оюба Титиева, Ивана Голунова. Во всех случаях адвокаты и правозащитники заявляли о сфабрикованности дел и подброшенных наркотиках, во многих — об избиениях и показаниях, полученных под пытками. По некоторым оценкам, на Северном Кавказе политиков, правозащитников и общественных деятелей судят по 228-й статье чаще, чем в других регионах России.
В случае Ивана Голунова сфабрикованные обвинения получили широкую общественную огласку, и дело было прекращено. Это стало уникальным прецедентом, хотя опрошенные «Лентой.ру» полицейские признавались, что подброс наркотиков — повседневная практика. При этом ежегодно к суду привлекается только единицы из подбрасывающих наркотики полицейских. Но даже в таком случае, осуждённые по сфальсифицированным делам могут годами оставаться в местах лишения свободы из-за юридических проволочек, по некоторым — пересмотры вовсе не проводят.
Исследования на основе данных 2013—2014 годов показывают, что сотрудники полиции изымают чаще всего массу марихуаны, гашиша или героина минимально необходимую для фиксации «значительного размера» и автоматического возбуждения уголовного дела. Эти статистические аномалии могут указывать  на систематические манипуляции со стороны сотрудников правоохранительных органов.
ФСКН неоднократно обвинялась в контроле наркооборота вместо борьбы с ним. Например, в 2016-м в Испании был выдан ордер на арест замдиректора ФСКН Николая Аулова из-за подозрений о незаконном обороте оружия и наркотиков, вымогательстве и  отмывании денег. В тот же год президент России Владимир Путин упразднил ФСКН, передав её функции в ведомство Министерства внутренних дел России. Но реструктуризация не помогла решить проблему фальсификаций дел, так как оба ведомства придерживаются системы премирования сотрудников, требующей повышения раскрываемости.
Дела о наркотиках часто не требуют большой доказательной базы. Даже если у наркозависимого не обнаружили запрещённых веществ — полицейским достаточно предоставить экспертизу об обнаружении следов наркотиков в крови, под ногтями или на ткани внутри карманов. Задержанные сообщали, что полицейские могут требовать взятку за отказ от дела. В некоторых случаях наркоторговцы сотрудничают с полицейскими и «сдают» им закладчиков, которые недавно с ними работают. Понятые также могут сотрудничать с полицейскими под угрозами, а судьи — игнорировать процессуальные ошибки или несоответствия в деле.

## Пропаганда наркотиков

### Законодательство и преследование
В 2002—2021 годах пропаганда наркотиков рассматривалась как административное правонарушение. Под соответствующую статью попадала любая деятельность, которая направлена на распространение сведений о методах их разработки, изготовления, использования или о местах продаж. Штраф от 800 тысяч до 1 миллиона рублей могли получить юридические лица, например, за распространение изображений листьев конопли на автонаклейках и одежде. Но также к «пропаганде» полицейские относили статьи в СМИ, обсуждающие современную наркополитику в России и странах Европы. Например, в 2018 году за интервью с членом Либертарианской партии Михаилом Световым было оштрафовано издание «7х7», хотя политик говорил о вреде синтетических наркотиков и героина. Подобным образом в 2020 году было оштрафовано издание «Лента.ру» за новость о легализации марихуаны в Европе, Фонд Андрея Рылькова — за материал для наркозависимых о снижении вреда при употреблении «солей».
Правозащитники называли правоприменение по этой статье выборочным, не имеющим цели сократить потребление наркотиков, а только оштрафовать бизнес. Отдельные политики обвиняли такие СМИ, как Meduza, «Радио Свобода» и BBC в том, что они склоняют «к массовым беспорядкам в целях борьбы за легализацию наркотиков», публикуют материалы о способах ухода от ответственности за легализацию наркотиков и пропагандируют лечение наркозависимости метадоном.
В феврале 2021 года правительство РФ одобрило поправки к статье 230 Уголовного кодекса, устанавливающие уголовную ответственность за пропаганду либо склонение к потреблению наркотических средств в интернете (до двух лет лишения свободы). Исследователи называли это показателем ужесточения наркополитики по примеру Ирана, Малайзии или Таиланда. Само определение пропаганды в законе очень размыто, под неё попадают даже рекомендации ВОЗ об использовании заместительной терапии. Высказывались опасения, что с криминализацией «пропаганды» сажать начнут за любую информацию о наркотиках.
В мае 2023 года Госдума приняла в первом чтении поправки к закону, которые запретили также пропаганду незаконного оборота наркотиков, то есть в том числе описание или изображение процесса их потребления.
8 августа 2024 года президент РФ Владимир Путин подписал закон, запрещающий пропаганду наркотических средств в искусстве, в том числе и в СМИ. Документ вступает в силу 1 сентября 2025 года.  Распространение литературы с информацией о наркотиках без надлежащей маркировки будет караться штрафами до 600 тыс рублей. Данные меры не касаются произведений опубликованных до 1 августа 1990 года, где наркотики являются неотъемлемой частью художественного замысла, оправданной жанром, а также материалов оперативно-разыскной деятельности, научных, учебных, медицинских и фармацевтических изданий.

### Единый реестр запрещённых сайтов
С 2012 года в России действует «Единый реестр запрещённых сайтов». Фактически эта автоматизированная информационная система является чёрным списком веб-страниц, доступ к которым в обязательном порядке должен блокироваться российскими провайдерами, если владельцы ресурса не отредактируют материалы. В частности, подлежат ограничениям статьи, распространяющие опасный контент о наркотиках. Всего за 2012—2020 годы Роскомнадзор заблокировал свыше 13 тыс. страниц сайтов с пропагандой наркотиков. За 2020—2021 годы были удалены или заблокировали 85 тысяч страниц, включая специализированные сайты, аккаунты и каналы в Telegram.
Например, в 2012—2013 годах в реестр были внесены статьи Википедии о курении каннабиса, амфетамине, метамфетамине, паровом ингаляторе и другие связанные с наркотиками материалы. Тем не менее, Роскомнадзор не решился на блокировку Википедии. 
За неудаление информации о распространении наркотиков по требованию Роскомнадзора владелец сайта и провайдер хостинга могут быть привлечены к административной ответственности по статье 13.41 КоАП РФ. Штраф за первое нарушение — от 3 до 8 млн рублей.

## Насилие и отношение в обществе
«Врачи относятся ужасно к людям, употребляющим наркотики, им отказывают в получении медицинской помощи, с ними очень по-хамски разговаривают, их могут просто выкинуть на улицу с отгнивающими ногами и руками, — обращение просто ужасное».
Пропагандируемое правительством негативное отношение к наркозависимым ведёт к стигме и насилию. Это может усугубить последствия зависимости от психоактивных веществ, включая болезни и рецидивы. Правозащитники и СМИ признают людей, употребляющих наркотики, — одними из самых дискриминируемых в России.
Врачи могут отказать в лечении таких граждан, скорая отказывается приезжать на их вызовы. Зачастую люди, употребляющие наркотики, боятся даже обращаться за медицинской помощью, так как оно оборачивается новыми унижениями и насилием. Употребляющие наркотики часто непредсказуемо реагируют на анестезию, например, могут встать под наркозом. Соответственно, им требуется дополнительные меры защиты во время операций, но врачи могут игнорировать эти предписания, подвергая опасности пациентов. Органы опеки обычно с предубеждением относятся к зависимым родителям, даже если те проходят лечение и отказались от наркотиков ради детей. Правозащитники подчёркивают, что системная работа по сохранению таких семей не проводится.
Наркозависимость нередко связана с насилием в семье. Так, мужчины с алкогольной или наркотической зависимостью в 6—7 раз более склонны к рукоприкладству по отношению к жёнам и другим членам семьи. Но женщины, сами употребляющие наркотики, сталкиваются с ещё большей жестокостью. Уровень домашнего насилия, о котором сообщают такие женщины, намного превышает средний показатель по России и достигает 70 %. Ещё 73 % сообщали о насилии со стороны полиции — избиениях, пытках, шантаже, угрозах, подбрасывании наркотиков, вымогательстве взяток, принуждению к даче показаний, издевательствам и унижению.
Даже излечившимся от наркозависимости сложно устроиться на работу. На это влияет миф, распространённый СМИ в 1990-х годах, что «наркоманов бывших не бывает». Проявлением стигмы является само слово «наркоман», которым демонизируют зависимого человека. Правозащитники перечисляют следующие убеждения в обществе: «наркоману нельзя верить», «наркоманам важны только наркотики», «наркоман просто не человек». Такое отношение общества и родных формирует среду для самостигматизации, когда у зависимого появляется чувство собственной «прозрачности» или «испорченности». Это может спровоцировать срывы и ухудшение положения.

## В культуре и медиа
«Смерть от жажды – райская, блаженная смерть по сравнению с жаждой морфия. Так заживо  погребенный, вероятно, ловит последние ничтожные пузырьки воздуха в гробу и раздирает кожу на груди ногтями».
Как любое социальное явление, наркомания широко освещена в русской культуре. Так, наркопотребление упоминаются в произведениях Михаила Булгакова «Белая гвардия», «Бег», «Записки юного врача», «Зойкина квартира»; повести Николая Гоголя «Невский проспект»; поэме Александра Блока «Двенадцать»; романе Чингиза Айтматова «Плаха».
Проблемы наркомании отражены в таких художественных фильмах, как «Кислота» (2018), «Морфий» (2008), «Игла» (1988), «Дрянь» (1990) «Дорога в ад» (1988), «Под небом голубым…» (1989). С 2024 года в РФ фильмы с употреблением наркотических веществ должны быть промаркированы предупреждениями о пожизненном наказании за незаконный оборот наркотиков и о том, что наркотические вещества вызывают зависимость.
Об употреблении наркотиков в своих песнях упоминают такие исполнители, как «Кровосток», Ленинград, Баста, Smoky Mo, GONE.Fludd, Скриптонит, Моргенштерн, GSPD, ЛСП, Гуф. Так, на блогера Юрия Дудя в 2021 году завели уголовное дело о пропаганде наркотиков за выпуски с блогером Ивангаем и с рэпером Моргенштерном. В 2023 году Госдума рассматривала законопроект об ужесточении ответственности за пропаганду наркотиков в музыке. С исполнителями, упоминающими наркотики в своих песнях, МВД планировал проводить профилактические беседы.

## Комментарии
1. ↑  Разновидность кокаина
2. ↑  10 литров считается пороговым и грозит серьёзными социальными проблемами
3. ↑  В 2009—2016 годах абсолютное большинство получило уголовный срок или было лишено свободы (36-40 % и 43-50 % соответственно)
4. ↑  После введения административной ответственности за пропаганду наркотиков издание продолжало выходить на Украине до 2008 года.